# Daisy Johnson
Daisy Johnson (ur. 1990 w Paignton) – pisarka brytyjska, najmłodsza osoba w finale nagrody Bookera (2018).

## Życiorys
Ukończyła studia pisarskie pierwszego stopnia na Uniwersytecie w Lancaster oraz studia magisterskie z tego samego zakresu w Somerville College w Oksfordzie. Jej krótkie utwory ukazały się m.in. w „The Boston Review” i „The Warwick Review”. W formie zbioru opowiadań zadebiutowała książką pod tytułem Fen. W 2018 roku wydała pierwszą powieść Pod powierzchnią (oryg. Everything Under), za którą została nominowana do nagrody Man Booker Prize 2018; tym samym została najmłodszą osobą w finale tej nagrody. Mieszka w Oksfordzie.

## Twórczość

### Fen (2017)
Tytuł zbioru opowiadań odnosi się do regionu The Fens we wschodniej Anglii. Zawarte w nim opowiadania poruszają wątki fantastyczne i folklorystyczne oraz dotykają problemów życia nastolatków na prowincji. We wszystkich opowiadaniach bohaterkami są kobiety.

### Pod Powierzchnią (2018)
Pod powierzchnią opowiada o Gretel, która wychowała się wraz z matką na łodzi zacumowanej na kanale rzecznym. Po tym, jak matka zniknęła, Gretel zaczęła jej szukać. Odnalazła ją już jako dorosła kobieta i próbuje wydobyć z niej informacje na temat tego, co działo się z nią przez te lata i dlaczego zniknęła.
Powieść jest wariacją lub literackim przetworzeniem Króla Edypa Sofoklesa.